# Henner Hannig
Henner Hannig (* 13. Februar 1944; † 2. August 2017) war ein deutscher Architekt, Denkmalpfleger und Hochschullehrer.

## Leben
Henner Hannig studierte Architektur an Technischen Universität Hannover und sammelte ab 1971 zunächst „internationale Erfahrungen in der Industrialisierung des Bauwesens“, bevor er sich im Bereich Denkmalpflege spezialisierte. Dazu arbeitete er an einem Projekt der Universität Hannover zusammen mit dem Freilichtmuseum Museumsdorf Cloppenburg zur Entwicklung neuer Methoden flächendeckender Denkmäler-Inventarisierung. 1979 übernahm Hannig die Leitung der unteren Denkmalschutzbehörde im Landkreis Hannover, die auf der Grundlage des neuen Niedersächsischen Denkmalschutzgesetzes gebildet worden war. Neben dieser Tätigkeit in der Denkmalverwaltung inventarisierte er die Baudenkmale des südlichen ehemaligen Landkreises Hannover, die 1988 als ein Band der Denkmaltopographie Bundesrepublik Deutschland erschienen.
Von 1994 bis zu seinem Ruhestand 2009 wirkte Hannig als Professor an der Hochschule Wismar, wo er beim Neuaufbau des Studiengangs Architektur beteiligt war.
Hannig verstarb 2017 „plötzlich und unerwartet“ und wurde im Ruheforst Deister beigesetzt.

## Schriften (Auswahl)
- mit Eckhart Peters: Isernhagen in alten Photographien. Selbstverlag H. Hannig, Isernhagen 1983, DNB 850065887.
- Denkmaltopographie Bundesrepublik Deutschland, Baudenkmale in Niedersachsen. Band 13.1: Landkreis Hannover. Hrsg. von Hans-Herbert Möller, Niedersächsisches Landesverwaltungsamt – Institut für Denkmalpflege. Friedr. Vieweg & Sohn, Wiesbaden/Braunschweig 1988, ISBN 3-528-06207-X. (Digitalisat auf digi.ub.uni-heidelberg.de, abgerufen am 19. November 2023)
- Isernhagener Skizzen / von Goy. Henner Hannig. Eckhart W. Peters. Hrsg.: Isernhagener Bauernhausverein e. V. und Galerie Gabriele Jeroch, Isernhagen 1989, DNB 900903341.
- mit Adolf Lingener: Dorferneuerungsplan Pechau. Magdeburg 1998.
- Henner Hannig (Red., Hrsg.): Kirche und Dorf oder Dorf und Kirche oder Kirchendörfer. Ein Hoffen aus dem Bangen. Sechs Dörfer in Mecklenburg-Vorpommern. hrsg. im Auftrag der Hochschule Wismar, Fachbereich Architektur, 2006, ISBN 3-939159-00-X.
- mit Valentin Rothmaler: Harald Naegeli in Wismar 1995. (= Cube form. Band 3). Callidus, Wismar 2008, ISBN 978-3-940677-31-0.
- mit Eckhart W. Peters: Ländliche Siedlungen an der Elbe. In: Kulturlandschaft Elbe, Hrsg. Landeshauptstadt Magdeburg, Verlag J. Stekovics, Wettin 2010, ISBN 978-3-89923-242-4, S. 284–287.